# Bertahütte
Die Bertahütte ist ein Schutzhaus der Sektion Villach des Österreichischen Alpenvereins auf 1567 m ü. A. Höhe in den Karawanken in Kärnten, Österreich. Sie ist eine beliebte Einkehr für Bergsteiger auf dem Weg zum Mittagskogel sowie ein wichtiger Stützpunkt am Südalpenweg, am Kärntner Grenzweg und am Julius Kugy Alpine Trail. Sie wird von Mai bis Oktober bewirtschaftet. Leiter der Bertahütte ist Rolf Werner. 

## Geschichte

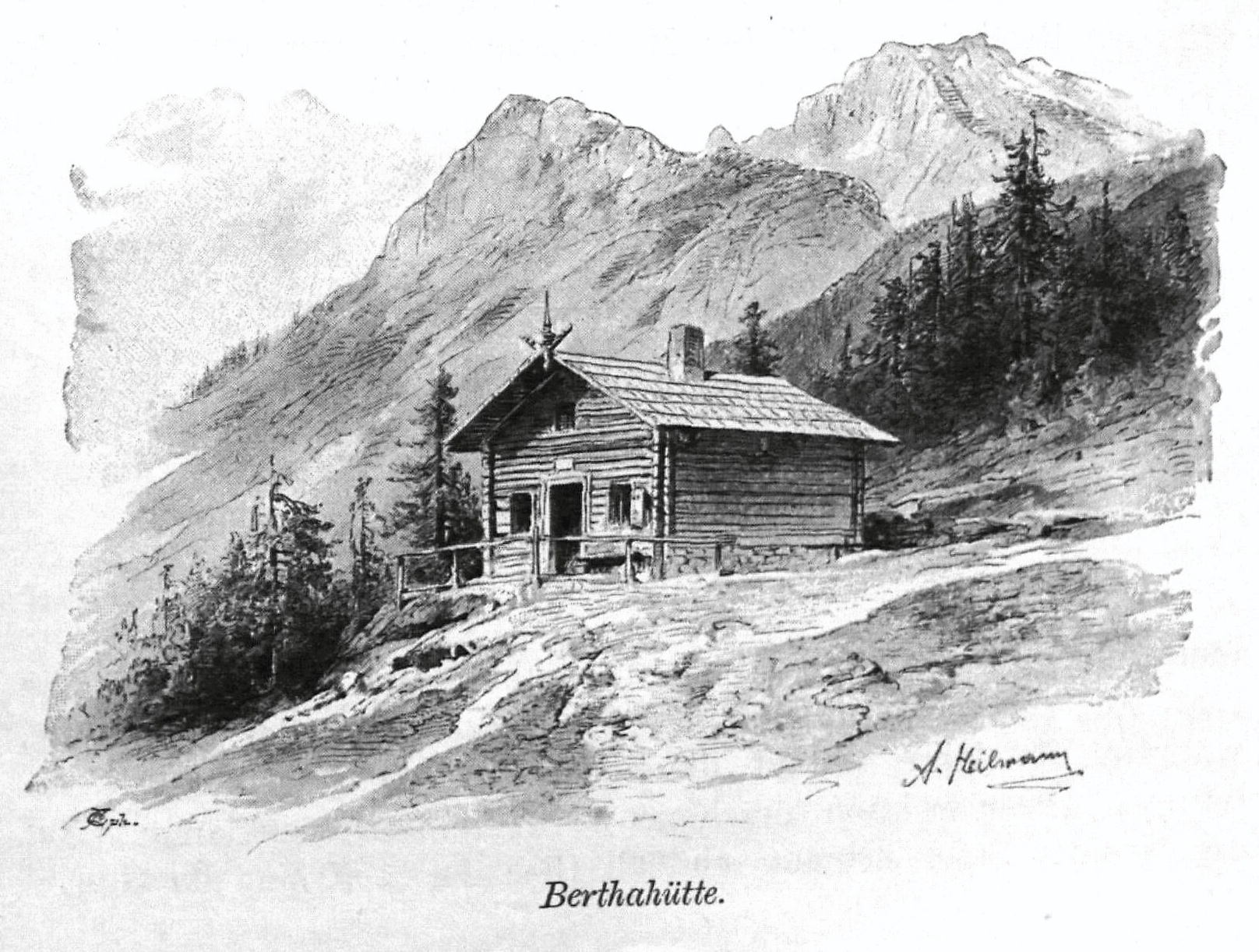
Anton Paul Heilmann: Bertahütte um 1894

Die erste 1885 erbaute Berta-Hütte stand auf 1610 m ü. A. am Jepca-Sattel am nordwestlichen Abhang des Mittagskogels bei Greuth an der Grenze zwischen Kärnten und der damaligen Krain.
Benannt wurde sie nach dem Vornamen der Gattin des damaligen Sektionsobmanns Hermann Findenegg zum Dank für ihre selbstlose Mithilfe beim ersten Hüttenbau. Der Name Berta ist Symbol und Dank an allen Frauen und Männer, die beim Bau geholfen haben.
Am 15. Oktober 1920 und somit fünf Tage nach der Kärntner Volksabstimmung wurde sie durch Brandlegung vernichtet. Die zweite Berta-Hütte entstand 1925 und wurde im Kriegsjahr 1945 von Partisanen in Brand gesteckt.
Die dritte Berta-Hütte wurde ab 1961 errichtet und 1963 eröffnet.

## Aufstieg
Die Bertahütte ist nicht direkt mit dem Auto erreichbar.
- Der kürzeste Weg führt von einem Parkplatz in rund 1260 m Seehöhe (von Ledenitzen über die Kopein Straße und eine Forststraße bis zum Parkplatz). Die Gehzeit vom Parkplatz beträgt rund 45 Minuten.
- Faak, 580 m, Gehzeit: 3¼ Stunden
- Hotel Mittagskogel, 600 m, Gehzeit: 3 Stunden
- Ledenitzen, 600 m, Gehzeit:  3 Stunden

## Touren
- Mittagskogel, 2145 m, Gehzeit: 2 Stunden
- Ferlacher Spitze, 1742 m, Gehzeit: 40 Minuten